# إيفرتون بيريرا
إيفرتون بيريرا هو لاعب كرة قدم برازيلي في مركز الدفاع، ولد في 21 أغسطس 1995 في غويانيا في البرازيل. لعب مع نادي غوياس.

## وصلات خارجية
- إيفرتون بيريرا على موقع قاعدة بيانات كرة القدم.إي يو (الإنجليزية)
- إيفرتون بيريرا على موقع Soccerway.com (الإنجليزية)